# Юго-Запад США
Юго-Запад США (англ. The Southwest; исп. Suroeste de Estados Unidos) - географический и историко-культурный регион на территории США, один из субрегионов Американского Запада.

## Штаты
Традиционно к Юго-Западу причисляют следующие штаты:
- Аризона
- Нью-Мексико, где латиноамериканцы составляют 45 % населения

Также, с определёнными оговорками, в состав юго-запада входят:
- Оклахома
- Техас
- Калифорния, особенно Южная Калифорния
- Невада

## Особенности
Отличие региона в том, что до войны 1848 года он почти три столетия входил в состав Испании, а затем Мексики и до сих пор сохраняет с ней важные социально-культурные связи, поддерживаемые волнами многочисленных мексиканских и других латиноамериканских иммигрантов-брасерос. Из-за широкого распространения испанского языка, латиноамериканской кулинарии и различных культурных элементов смешанного испано-индейского происхождения, регион иногда называют «Американский Квебек».